# 阿纳托利·季霍米罗夫
阿纳托利·费奥多罗维奇·季霍米罗夫（羅馬化：Anatoliy Fyodorovich Tikhomirov；1956年5月7日—）是俄罗斯政治人物，第七届国家杜马议员。
1978年，季霍米罗夫毕业于哈巴洛夫斯克国立医学院。2001年10月，他当选第三届犹太自治州立法议会议员。同年11月，他担任立法议会主席。2006年和2011年，他连任第四届和第五届立法议会议员，同时也是议会主席。2016年，他当选第七届国家杜马议员。